# Asszonynépe
Asszonynépe (románul Asinip, németül Frauenvolk) település Romániában, Fehér megyében.

## Fekvése
Gyulafehérvártól 45 km-re északkeletre, Nagyenyedtől 15 km-re keletre, Fugad, Oláhtordos és Háporton közt fekvő település.

## Nevének eredete
Egyes feltételezések szerint neve onnan ered, hogy a középkorban királynői birtok volt, míg Bálint Sándor szerint Szűz Mária tiszteletére szentelt templomáról kapta nevét.

## Története
1177-ben Ascen nepe néven említik először. A középkorban az aradi káptalan birtoka volt.
A falu lakossága a reformáció idején felvette a református vallást. A 17. századi háborús pusztítások idején lakossága erősen megcsappant, pótlásukra román jobbágyokat telepítettek a faluba.
A trianoni békeszerződésig Alsó-Fehér vármegye Nagyenyedi járásához tartozott.

## Lakossága
1910-ben 640 lakosából 510 román és 130 magyar volt.
2002-ben 156 lakosa volt, ebből 152 román és 4 magyar nemzetiségűnek vallotta magát.

## Látnivaló
- Református temploma a 13. században épült, román stílusban.